# Siostrzyczka
Siostrzyczka (ang. The Little Sister) – powieść amerykańskiego pisarza Raymonda Chandlera, opublikowana w 1949 (pierwsze polskie wydanie w 1983).

## Fabuła
Narratorem Siostrzyczki – jak kilku innych powieści Chandlera – jest Philip Marlowe, prywatny detektyw z Los Angeles. W jego biurze zjawia się młoda dziewczyna i zleca mu odnalezienie brata. Łatwa z pozoru sprawa komplikuje się, gdy Marlowe w hotelowym pokoju natyka się na zwłoki mężczyzny. Zgorzkniały detektyw w swych poszukiwaniach dotrze aż do Hollywood.

## Ekranizacje
- Marlowe (1969) z Jamesem Garnerem